# Hydrovatus peninsularis
Hydrovatus peninsularis is een keversoort uit de familie waterroofkevers (Dytiscidae). De wetenschappelijke naam van de soort is voor het eerst geldig gepubliceerd in 1953 door Young.